# زندان‌مرغ‌قشلاق
زندان‌مرغ‌قشلاق (به ترکی آذربایجانی: Zindanmuruqqışlaq) یک منطقهٔ مسکونی در جمهوری آذربایجان است که در شهرستان قوسار واقع شده‌است. زندان‌مرغ‌قشلاق ۴۷۲ نفر جمعیت دارد.